# Désiré (1996)
Désiré ist eine französische Filmkomödie von Bernard Murat aus dem Jahr 1996 mit Jean-Paul Belmondo und Fanny Ardant. Es handelt sich um eine Neuverfilmung eines gleichnamigen Films von 1937.

## Handlung
Im Paris Anfang des 20. Jahrhunderts arbeitet Butler Désiré pflichtbewusst, tüchtig und vor allem diskret. Er wäre der perfekte Hausangestellte, wenn ihm nicht stets die Herzen aller Frauen zufliegen würden. Jedes Mal, wenn die Damen ihm ihre ganze Aufmerksamkeit schenken, lässt er sich erweichen und sieht sich gezwungen, Affären mit ihnen anzufangen. 
Sein neuester Arbeitgeber ist der Minister Montignac, der nichts von Désirés unwiderstehlicher Wirkung auf Frauen ahnt. Über den Sommer wird der gesamte Haushalt in Montignacs Ferienhaus nach Deauville verlegt, wo Montignacs schöne Geliebte, die ehemalige Schauspielerin Odette, schon bald ein Auge auf Désiré wirft. Sie beginnt, von einer Affäre mit dem Butler zu träumen, weshalb sie im Schlaf zum Missfallen von Montignac Désirés Namen flüstert.
Auch Désiré beginnt, von Odette zu träumen, weshalb die Köchin Adèle und das Dienstmädchen Madeleine von einer tatsächlichen Affäre der beiden schon bald überzeugt sind. Sowohl Odette als auch Désiré ziehen schließlich ein Buch über erotische Träume und ihre Auslegung zu Rate. Je mehr sie über ihre geheimen Fantasien lernen, desto mehr fühlen sie sich unwohl in der Gegenwart des jeweils anderen, insbesondere als Montignac aus beruflichen Gründen nach Paris zurückkehren muss, sodass Odette und Désiré allein zurückbleiben. In der darauffolgenden Nacht begegnen sie sich auf der Terrasse und blicken auf das Meer. Obwohl die Versuchung groß ist, geben sie ihrem Verlangen füreinander letztlich nicht nach. Désiré will sich einen neuen Arbeitgeber suchen, und beide verabschieden sich voneinander.

## Hintergrund
Die Geschichte des Butlers Désiré wurde bereits 1937 unter dem gleichen Titel von Sacha Guitry verfilmt. Guitry hatte für die Originalversion sowohl die Regie übernommen, das Drehbuch geschrieben als auch die Hauptrolle gespielt. Die Neuauflage mit Belmondo und Ardant feierte am 10. April 1996 in Frankreich Premiere, wo den Film, dessen Budget bei umgerechnet 3,59 Millionen Euro lag, etwa 134.000 Zuschauer in den Kinos sahen.

## Kritiken
Fabienne Bradfer schrieb in Le Soir, dass die Regie „klassisch, um nicht zu sagen theatralisch“ sei. Obwohl der Film „von einer Starbesetzung getragen“ werde, werde er nicht lange in Erinnerung bleiben. Es liege allein an „Guitrys schwungvoller Vorlage“, dass sich der Film dennoch „als angenehmer Zeitvertreib“ erweise. „Diese romantische französische Gesellschaftskomödie funkelt und prickelt wie frisch entkorkter Champagner“, befand Sandra Brennan vom All Movie Guide.